# Твердосплавна пластинка

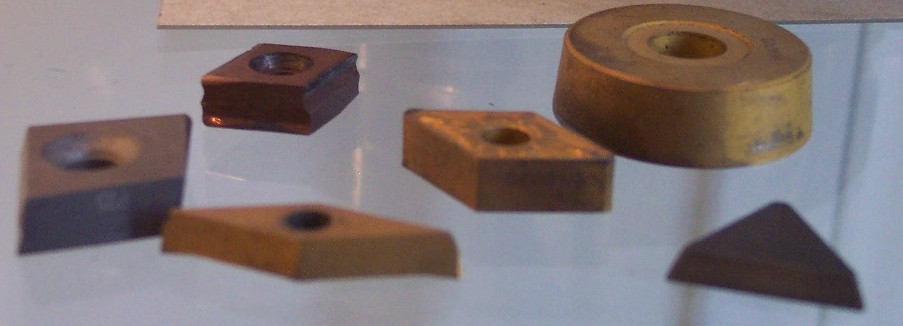
Змінні твердосплавні пластинки для різального інструменту

Змінна твердосплавна пластинка — це частина різального інструменту, за допомогою якої відбувається різання матеріалу. Твердосплавні пластини використовуються на різних типах інструментів, в основному для обробки металів різанням. Твердосплавні пластини виготовляються з різних твердих сплавів, що напряму впливає на матеріал, який буде оброблятися. На відміну від іншого типу твердосплавних пластин, напайних, змінні пластини дозволяють продовжити обробку без повторної прив'язки інструменту. Це дозволяє зменшити допоміжний час.

## Система позначень
Згідно з ISO1832 або ГОСТ 19042-80 твердосплавні пластини відрізняються формою, наявністю заднього кута, класом точності, наявністю отвору та геометрією стружколому.
Позначення пластини має такий вигляд
| T | N | M | A | 16 | 04 | 08 | T | 020 | 20 |
| - | - | - | - | -- | -- | -- | - | --- | -- |
| 1 | 2 | 3 | 4 | 5  | 6  | 7  | 8 | 10  | 11 |

де, 1 — форма пластинки; 2 — задній кут; 3 — клас точності; 4 — конструктивна особливість; 5 — довжина різальної кромки; 6 — товщина пластинки; 7 — радіус закруглення; 8 — виконання різальної кромки; 9 — напрямок різання; 10 — ширина фаски; 11 — кут фаски; 12 — позначення від виробника (як правило виробники додають позначення геометрії стружколому та позначення марки твердого сплаву);
Окрім твердосплавних пластинок описаних у даних стандартах, існують нестандартні пластинки, які використовуються на спеціальних інструментах, та як правило на інструментах фрезерної та свердлильної групах.
Також пластинки розрізняють в залежності від виду обробки. Наприклад: відрізні, канавкові, фрезерні, чорнові, чистові тощо.

## Використання

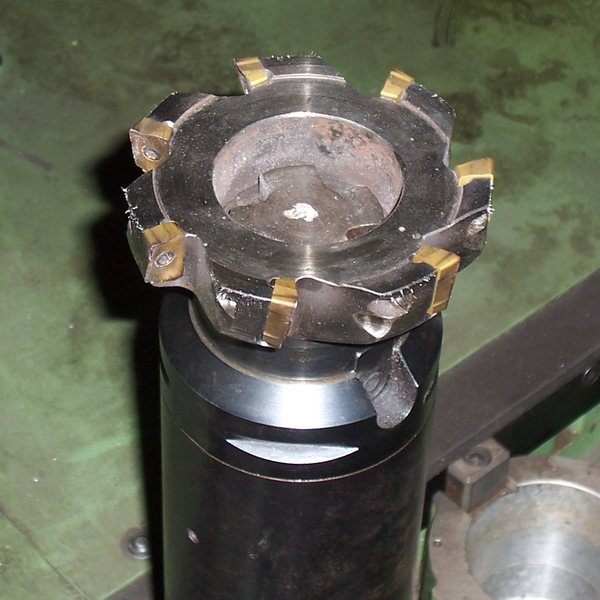
Торцьова фреза з змінними твердосплавними пластинками

Твердосплавні пластинки широко використовуються у обробці металів різанням та у обробці деревини.
Використовуються на таких інструментах:
- Різець
- Фреза
- Свердло
- Довбяк
- Гребінка (інструмент)
- Плашка
- Шабер

## Стійкість пластин
Всі виробники прагнуть покращити якість твердосплавних пластинок, що при обробці металів різанням означає збільшити час зносостійкості пластинки.
Для збільшення зносостійкості твердосплавних пластинок виробники наносять різні види покриття. Також для збільшення зносостійкості перед нанесенням покриття на пластинки, їх шліфують.
В залежності від твердого сплаву, покриття та геометрії стружколому вибирають режими різання.